# Lista de presidentes de Myanmar
Esta é uma lista dos presidentes de Myanmar desde a sua independência em 1948. A segunda seção lista os presidentes do Partido do Programa Socialista da Birmânia (BSPP) de 1962 a 1988, que possuía controle total sobre o país e, consequentemente, representava de facto o poder executivo.

## Títulos do chefe de Estado
Embora atualmente seja atribuído o título de presidente, os chefes de Estado do país receberam um vários títulos ao longo da história, frequentemente relacionados com a presidência dos diversos conselhos executivos:
- 1948-1962: Presidente da União da Birmânia
- 1962-1974: Presidente do Conselho Revolucionário da União
- 1974-1988: Presidente da República Socialista da União da Birmânia
- 1988-1997: Presidente do Conselho de Estado para Restauração da Lei e da Ordem
- 1997-2011: Presidente do Conselho de Estado para a Paz e Desenvolvimento
- 2011 - Presidente da República da União de Myanmar

## Lista de presidentes da Birmânia/Myanmar (1948–presente)
(As datas em itálico indicam a continuação de facto do cargo)
| № | Retrato | Presidente (Vida) | Assumiu o cargo        | Deixou o cargo         | Partido                                     |
| --- | --- | --- | ---------------------- | ---------------------- | ------------------------------------------- |
| 1 | | Sao Shwe Thaik (1894–1962) | 4 de janeiro de 1948   | 16 de março de 1952    | Liga Anti-Fascista pela Liberdade do Povo   |
| 2 | | Ba U (1887–1963) | 16 de março de 1952    | 13 de março de 1957    | Liga Anti-Fascista pela Liberdade do Povo   |
| 3 | | Win Maung (1916–1989) | 13 de março de 1957    | 2 de março de 1962     | Liga Anti-Fascista pela Liberdade do Povo   |
| Conselho Revolucionário da União (Presidente: General Ne Win)                                                                        | Conselho Revolucionário da União (Presidente: General Ne Win)                                                                        | Conselho Revolucionário da União (Presidente: General Ne Win)                                                                        | 2 de março de 1962     | 2 de março de 1974     | Militar                                     |
| 4 | | Ne Win (1911–2002) | 2 de março de 1974     | 9 de novembro de 1981  | Partido do Programa Socialista da Birmânia  |
| 5 | | San Yu (1918–1996) | 9 de novembro de 1981  | 27 de julho de 1988    | Partido do Programa Socialista da Birmânia  |
| 6 | | Sein Lwin (1923–2004) | 27 de julho de 1988    | 12 de agosto de 1988   | Partido do Programa Socialista da Birmânia  |
| — | | Aye Ko (1921–2006) | 12 de agosto de 1988   | 19 de agosto de 1988   | Partido do Programa Socialista da Birmânia  |
| 7 | | Maung Maung (1925–1994) | 19 de agosto de 1988   | 18 de setembro de 1988 | Partido do Programa Socialista da Birmânia  |
| 'Conselho de Estado para a Paz e Desenvolvimento (Presidente: General Superior Saw Maung, posteriormente General Superior Than Shwe) | 'Conselho de Estado para a Paz e Desenvolvimento (Presidente: General Superior Saw Maung, posteriormente General Superior Than Shwe) | 'Conselho de Estado para a Paz e Desenvolvimento (Presidente: General Superior Saw Maung, posteriormente General Superior Than Shwe) | 18 de setembro de 1988 | 30 de março de 2011    | Militar                                     |
| 8 | | Thein Sein (1945–) | 30 de março de 2011    | 30 de março de 2016    | União da Solidariedade e do Desenvolvimento |
| 9 | | Htin Kyaw (1946–) | 30 de março de 2016    | 21 de março de 2018    | Liga Nacional pela Democracia               |
| 8 | | Myint Swe (1951–2025) (interino) | 21 de março de 2018    | 30 de março de 2018    | União da Solidariedade e do Desenvolvimento |
| 9 | | Win Myint (1951–) | 30 de março de 2018    | 1 de fevereiro de 2021 | Liga Nacional pela Democracia               |
| — | | Myint Swe (1951–2025) (interino) | 1 de fevereiro de 2021 | 22 de julho de 2024    | União, Solidariedade e Desenvolvimento      |
| — | | Min Aung Hlaing | 22 de julho de 2024    | atualidade             | Militar                                     |

## Presidentes do Partido do Programa Socialista da Birmânia (1962–1988)
- Ne Win (4 de julho de 1962 – 23 de julho de 1988)[nota 5]
- Sein Lwin (26 de julho de 1988 – 12 de agosto de 1988)[nota 5]
- Maung Maung (19 de agosto de 1988 – 18 de setembro de 1988)[nota 6]